# Cratere Radau
Radau  è un cratere sulla superficie di Marte.